# ZACN
ZACN (англ. Zinc activated ion channel) – білок, який кодується однойменним геном, розташованим у людей на короткому плечі 17-ї хромосоми. Довжина поліпептидного ланцюга білка становить 412 амінокислот, а молекулярна маса — 45 816.
| 10         |  | 20         |  | 30         |  | 40         |  | 50         |
| ---------- |  | ---------- |  | ---------- |  | ---------- |  | ---------- |
| MMALWSLLHL |  | TFLGFSITLL |  | LVHGQGFQGT |  | AAIWPSLFNV |  | NLSKKVQESI |
| QIPNNGSAPL |  | LVDVRVFVSN |  | VFNVDILRYT |  | MSSMLLLRLS |  | WLDTRLAWNT |
| SAHPRHAITL |  | PWESLWTPRL |  | TILEALWVDW |  | RDQSPQARVD |  | QDGHVKLNLA |
| LATETNCNFE |  | LLHFPRDHSN |  | CSLSFYALSN |  | TAMELEFQAH |  | VVNEIVSVKR |
| EYVVYDLKTQ |  | VPPQQLVPCF |  | QVTLRLKNTA |  | LKSIIALLVP |  | AEALLLADVC |
| GGLLPLRAIE |  | RIGYKVTLLL |  | SYLVLHSSLV |  | QALPSSSSCN |  | PLLIYYFTIL |
| LLLLFLSTIE |  | TVLLAGLLAR |  | GNLGAKSGPS |  | PAPRGEQREH |  | GNPGPHPAEE |
| PSRGVKGSQR |  | SWPETADRIF |  | FLVYVVGVLC |  | TQFVFAGIWM |  | WAACKSDAAP |
| GEAAPHGRRP |  | RL         |  |            |  |            |  |            |

A: Аланін

C: Цистеїн

D: Аспарагінова кислота

E: Глутамінова кислота

F: Фенілаланін

G: Гліцин

H: Гістидин

I: Ізолейцин

K: Лізин

L: Лейцин

M: Метіонін

N: Аспарагін

P: Пролін

Q: Глутамін

R: Аргінін

S: Серин

T: Треонін

V: Валін

W: Триптофан

Кодований геном білок за функціями належить до рецепторів, іонних каналів. 
Задіяний у таких біологічних процесах, як транспорт іонів, транспорт, альтернативний сплайсинг. 
Білок має сайт для зв'язування з іоном цинку. 
Локалізований у клітинній мембрані, мембрані.